# Justino I
Flavio Justino (en latín, Iustinus, c. 452 - 1 de agosto de 527) fue emperador bizantino desde 518 hasta su muerte en 527. 
Nació en una aldea de Baderiana cerca de la moderna Skopie, en la provincia de Dardania, perteneciente a la diócesis de Dacia que, junto con la de Macedonia, conformaba la prefectura pretoriana de Ilírico. En su juventud llegó a Constantinopla huyendo de las invasiones bárbaras. Se alistó en el Ejército, y gracias a su capacidad, ascendió rápidamente por el escalafón militar, hasta convertirse en comandante de la guardia de palacio del emperador Anastasio I varias décadas después. Gracias a su posición (era el comandante del único Ejército acantonado en la ciudad) y su prodigalidad, consiguió ser nombrado sucesor a la muerte de Anastasio I, en 518. En el momento de su ascensión al trono tenía cerca de 70 años.
Justino, que era un militar sin los conocimientos ni la visión precisos para gobernar el Imperio bizantino, se rodeó de consejeros de confianza. El más destacado de ellos fue sin duda su sobrino, Flavio Petro Sabacio (en latín, Flavius Petrus Sabbatius), al que adoptó como hijo y al que dio el nombre, por el que ha pasado a la historia, de Justiniano. Aunque se dice con frecuencia que Justiniano rigió los destinos del Imperio ya en vida de su tío, como afirma el historiador Procopio de Cesarea, es probable que no fuera así, ya que sólo fue investido como sucesor meses antes de la muerte de Justino. 
En 525, Justino derogó una ley que prohibía a los miembros de la clase senatorial contraer matrimonio con una mujer de clase inferior, lo cual fue considerado escandaloso en la época. Gracias a este edicto, Justiniano pudo casarse con Teodora, una antigua actriz y artista de circo; por otra parte, la derogación de esta norma contribuyó a diluir las antiguas diferencias de clase de la sociedad romana. 
Los últimos años de su reinado estuvieron marcados por las disputas con los ostrogodos y los sasánidas. En 526 su salud comenzó a declinar, y nombró formalmente sucesor a Justiniano el 1 de abril de 527. Murió el 1 de agosto de ese mismo año. La ciudad de Anazarba fue rebautizada como  Justinópolis en 525, en honor suyo.

## Primeros años e inicios de su carrera
Justino era un campesino y posiblemente un porquerizo de ocupación, de la región de Dardania, parte de la prefectura de Illyricum. Nació en la aldea de Baderiana cerca de Scupi (actual Skopie, Macedonia del Norte). Era de ascendencia tracio-romana o ilirorromana, hablaba latín y solo un griego rudimentario, y llevaba, como sus compañeros y miembros de su familia (Zimarchus, Dityvistus, Boraides, Bigleniza, Sabbatius, etc.), un nombre ilirio-tracio. Su hermana Vigilancia (nacida c.  455) se casó con Sabbatius y tuvo dos hijos: el futuro emperador Flavio Pedro Sabacio Justiniano (nacido en 483) y Vigilantia (nacido c. 490). La joven Vigilancia se casó con Dulcissimus (o Dulcidio) y tuvo al menos tres hijos: el futuro emperador Justino II (nacido c. 520); el futuro general Marcelo; y Preyecta (nacido c. 520), quien se casó con el senador Areobindus.
Cuando era adolescente, él y dos compañeros huyeron de una invasión bárbara. Refugiados en Constantinopla, la capital del Imperio Romano de Oriente, no poseían nada más que la ropa andrajosa que llevaban puesta y un saco de pan entre ellos. Analfabeto en el momento de su llegada allí, Justino se unió a la guardia del palacio recién formada, los excubitores. Sirvió en varios puestos, haciendo campaña contra los isaurios y los persas sasánidas destacando por su valentía. Debido a su habilidad fue nombrado sucesivamente tribuno, comes, senador y, bajo el emperador Anastasio I, el influyente puesto de comes excubitorum, comandante de la guardia de palacio. Durante este período se casó con Lupicina; no se registran hijos supervivientes de este matrimonio. Según el historiador contemporáneo Procopio, Lupicina era una esclava bárbara que había sido concubina de Justino antes de su matrimonio.

## Sucesión
Durante la noche del 8 al 9 de julio de 518, Anastasio murió y su silentarii, un sirviente mayor, convocó a Justino y Celer a su lecho de muerte. Celer era el magister officiorum (maestro de oficinas) y comandante de los regimientos palaciegos de las Scholae Palatinae, una fuerza de exhibición en desfiles. Por la mañana, el evento se había anunciado en toda la capital, Constantinopla. Los altos funcionarios, incluido Juan de Capadocia, el recientemente nombrado Patriarca de Constantinopla, fueron convocados al Gran Palacio para la elección de un nuevo emperador. Mientras tanto, la gente se reunió en el Hipódromo de Constantinopla y esperó la proclamación del nombre del nuevo emperador.
Anastasio había muerto sin hijos, pero tenía una gran cantidad de parientes conocidos. Esta extensa familia incluía varios candidatos viables al trono. Su hermano Flavio Paulo había servido como cónsul en 496. Según Juan Malalas, el praepositus sacri cubiculi (gran chambelán), Amantius, tenía la intención de hacer de Teócrito, comandante de una unidad de guardia de élite, emperador. Teócrito y Amancio confiaban en el control de una gran fuerza militar y en comprar el apoyo de los demás oficiales. Se decía que Amantius le había dado una importante suma de dinero a Justino para comprar su manutención. Sin embargo, Justino controlaba un grupo de soldados más pequeño, pero de mayor calidad, y usó el dinero para comprarlos. Fue elegido como el nuevo emperador por el consejo y fue proclamado emperador en el Hipódromo como Justino I.
Su esposa se convirtió en su emperatriz consorte bajo el nombre de Eufemia. El nombre probablemente fue elegido por razones de respetabilidad. La Eufemia original fue un mártir cristiano durante la persecución de Diocleciano. Era una santa local de Calcedonia y el Concilio de Calcedonia (451) se había celebrado en una catedral consagrada a su nombre. La selección de este nombre fue una indicación temprana de que Justino y Lupicina eran fervientes cristianos calcedonios. La población de la capital fue solidaria debido a su fuerte posición calcedonia en el feroz debate cristológico de la época, en oposición a las inclinaciones monofisitas de su predecesor.

## Emperador
Justino consolidó su posición asesinando a posibles oponentes, especialmente a los partidarios de Anastasio que estaban en contra de la doctrina de Calcedonia. Tanto Amantius como Teócrito fueron ejecutados nueve días después de la elección. Soldado de carrera con poco conocimiento del arte de gobernar, Justino se rodeó de asesores de confianza. El más destacado de ellos fue su sobrino Flavio Pedro Sabacio, a quien adoptó como hijo e invistió con el nombre de Iustinianus (Justiniano).

### Asuntos exteriores
Justino se esforzó por conseguir estados clientes en las fronteras del Imperio y evitó cualquier guerra significativa hasta el final de su reinado.
En 497, Anastasio había estado de acuerdo con Teodorico, el rey ostrogodo de Italia, que gobernaría Italia como delegado de Anastasio. Esto preservó a Italia como nominalmente parte del Imperio y neutralizó a un vecino potencialmente peligroso. El arreglo se adaptaba a Teodorico, ya que los ostrogodos eran una pequeña minoría aristocrática en Italia y la bendición de Constantinopla ayudó a reconciliar a la mayoría de la población con su gobierno. Los sentimientos de la mayoría de los italianos hacia el Imperio se mezclaron, ya que Anastasio era un monofisita, mientras que ellos eran calcedonios. Los ostrogodos eran arrianos, y había una tendencia a considerarlos a ellos y a los monofisitas como diferentes razas de herejes. Con un emperador fuertemente calcedonio en el trono y el papado con sede en Italia sanando formalmente la brecha, la situación se volvió menos estable. Inicialmente las relaciones fueron amistosas. Eutarico, yerno de Teodorico, fue nombrado cónsul en Constantinopla en 519 y confirmado como heredero de Teodorico. No obstante, Eutarico murió en 522, momento en el que las políticas de Justino, posiblemente influenciadas por Justiniano, se habían vuelto más anti-arrianas. En 526 murió Teodorico, dejando a Atalarico, el hijo de diez años de Eutarico, como heredero al trono.
Varias iniciativas con respecto a los estados vecinos se basaron en motivos religiosos, y generalmente fueron desarrolladas por Justiniano cuando asumió más poder hacia el final del reinado de Justino. Kaleb I de Aksum probablemente fue alentado por Justino a ampliar agresivamente su imperio. El cronista contemporáneo Juan Malalas informó que los comerciantes bizantinos fueron robados y asesinados por el rey judío del reino de Himyar en el sur de Arabia, lo que provocó que Kaleb afirmara: "Has actuado mal porque has matado a comerciantes de los cristianos romanos, lo cual es una pérdida para ambos yo y mi reino". Himyar era un estado cliente de los persas sasánidas, enemigos perennes de los bizantinos. Kaleb invadió Himyar, prometiendo convertirse al cristianismo si tenía éxito, lo que hizo en 523. Justino vio así lo que ahora es Yemen pasar del control sasánida al de un estado aliado y cristiano.
Varios estados pequeños en las fronteras del Imperio Bizantino y de la Persia Sasánida eran áreas constantes de discordia entre las dos potencias. El Principado georgiano de Iberia estaba en la esfera de influencia sasánida, pero era cristiano. Los obispos ibéricos eran enviados a Antioquía, en el Imperio Bizantino, para ser consagrados. Vakhtang I de Iberia fue alentado a la guerra con los Sasánidas. Un "cristiano ferviente", sus políticas religiosas eran "parte integrante de sus objetivos estratégicos más amplios". Después de una larga lucha fue derrotado e Iberia subyugada como provincia sasánida en 522.
Lazica era otro estado fronterizo; era cristiano, pero en la esfera sasánida. Su rey, Tzath, deseaba reducir la influencia sasánida. En 521 o 522, fue a Constantinopla para recibir las insignias y las túnicas reales de la realeza de manos de Justino y sumirse a él. También fue bautizado como cristiano y se casó con una noble bizantina, Valeriana. Después de haber sido confirmado en su reino por el emperador bizantino, regresó a Lazica. Poco después de la muerte de Justino, los sasánidas intentaron recuperar el control de la región por la fuerza, pero fueron rechazados con la ayuda del sucesor de Justino.
En 524, el emperador sasánida Kavadh I se acercó a Justino para pedirle que adoptara formalmente a su hijo menor, Cosroes, para asegurar su sucesión sobre sus hermanos mayores, pero menos favorecidos. Justino estuvo de acuerdo, pero, consciente de que al no tener hijos él mismo, un hijo persa adoptado tendría derecho al trono bizantino, ofreció la adopción de acuerdo con la costumbre bárbara. Los persas se sintieron insultados y rompieron todas las negociaciones. En 526, los bizantinos asaltaron la Armenia persa por iniciativa de Justiniano. Justiniano tomaba cada vez más el control de la política de su anciano tío. Los grupos de asalto fueron dirigidos por dos de los prometedores protegidos militares de Justiniano, Sittas y Belisario. Las redadas lograron poco.

### Religión
En materia religiosa el reinado de Justino es digno de mención por la resolución del cisma acaciano entre las ramas oriental y occidental de la iglesia cristiana. Al ascender al trono, Justino invitó al Papa Hormisdas a Constantinopla para negociar. Justiniano envió una invitación similar, pero separada; se dice que ha estado más cerca de una citación. Hormisdas envió rápidamente una delegación a Constantinopla con instrucciones de declarar la posición ortodoxa en lugar de negociar. Llevando a cabo una política desarrollada por su sobrino Justiniano, el futuro emperador, Justino apoyó la opinión de Roma sobre la cuestión de la naturaleza dual de Cristo. El 28 de marzo de 519, en la catedral de Constantinopla en presencia de una gran multitud de personas, un reacio patriarca Juan II aceptó la fórmula del Papa Hormisdas y el fin del cisma se concluyó en una ceremonia solemne.
Durante los primeros tres años de su reinado, Justino persiguió a los monofisitas. A partir de entonces adoptó un enfoque más pragmático. En 523, Justino emitió un edicto estricto contra el arrianismo. Teodorico, rey de los ostrogodos y gobernante de Italia, era también arriano, al igual que la mayoría de los ostrogodos. Envió al Papa Juan I, sucesor del Papa Hormisdas, a Constantinopla con instrucciones firmes para obtener un cambio de política. Juan recibió una bienvenida excepcionalmente cálida; la población de Constantinopla lo aplaudió, Justino se postró a los pies del Papa durante las celebraciones e insistió en ser coronado de nuevo por las manos del Papa. Sin embargo, Juan no logró que se revocara el edicto. A su regreso a Italia, Teodorico enfurecido hizo que lo metieran en prisión, donde murió poco después.
Alentado nuevamente por Justiniano, Justino expresó cada vez más su posición como emperador profundamente religioso. Afirmó que "hemos sido elegidos para el imperio a favor de la Trinidad indivisible. Los edictos fueron respaldados con "Nos comprometemos continuamente con todos los planes y acciones en el nombre de Jesucristo". En 519 o 522 Justino abandonó la tradición de representar símbolos paganos en el reverso de sus monedas y sellos. "Durante su reinado, la característica que identifica la figura femenina del reverso como Victoria, un cinturón alto debajo de los senos, fue sustituida por una túnica, por lo tanto identificando la figura como un ángel". Esta fue una reafirmación muy pública y generalizada del Imperio como un estado cristiano.

### Últimos años
Los últimos años del reinado de Justino estuvieron marcados por una mayor tensión con los vecinos del Imperio, especialmente los ostrogodos y los sasánidas. En 526, Antioquía fue destruida por un terremoto con un estimado de 250.000 muertes. Justino dispuso que se enviara dinero suficiente a la ciudad para recibir ayuda inmediata y comenzar la reconstrucción. La reconstrucción de la Gran Iglesia y muchos otros edificios fueron supervisadas por Efraín, el Comes Orientis, cuyos esfuerzos lo vieron reemplazar a Eufrasio como el Patriarca Calcedonio de Antioquía. Muchos de los edificios construidos después del terremoto fueron destruidos por otro gran terremoto en noviembre de 528, aunque hubo muchas menos víctimas.
Procopio de Cesarea la historia bizantina indica que las facultades mentales de Justino I habían comenzado a declinar en su vejez, llegando a escribir "el Emperador, como un idiota y avanzado en edad, provocó la risa del ambiente, y también fue acusado de retrasos en las decisiones e incapacidad para el desempeño de sus funciones".

## Justiniano
Durante el reinado de su tío, Justiniano ocupó sucesivamente los cargos de comes domesticorum, comandante de la guardia imperial, patricio y, en 521, cónsul. En 525, Justino derogó una ley que prohibía efectivamente a un miembro de la clase senatorial casarse con mujeres de una clase social más baja, incluido el teatro, lo que se consideraba escandaloso en ese momento. Este edicto allanó el camino para que Justiniano se casara con Teodora, una exmimeactriz, y finalmente resultó en un cambio importante en las antiguas distinciones de clase en la corte imperial. Llegó a participar en el gobierno de Justiniano con una influencia muy significativa y poderosa. La salud de Justino comenzó a decaer y nombró formalmente a Justiniano como coemperador y, el 1 de abril de 527, como su sucesor. El 1 de agosto, Justino murió y fue sucedido por Justiniano.